# Crocidosema lantana
Crocidosema lantana es una especie de mariposa del género Crocidosema, familia Tortricidae. Fue descrita científicamente por Busck en 1910. El epíteto específico se refiere a la planta hospedera
Envergadura de 10 a 11 mm (Busck, 1910). La larva alcanza los 6 mm. Se alimenta de Lantana y de Bignonia chrysantha y de otras plantas. Se encuentra en México y el sur de Estados Unidos. Ha sido introducida en Hawái y Australia para controlar Lantana que se ha convertido en una especie invasora.